# قطعنامه ۱۱۴۲ شورای امنیت
قطعنامه ۱۱۴۲ شورای امنیت سازمان ملل متحد که در تاریخ ۰۴ دسامبر ۱۹۹۷ تصویب شد، سندی بین‌المللی دربارهٔ بررسی وضعیت در یوگسلاوی سابق و جمهوری مقدونیه است. این قطعنامه طی نشست ۳۸۳۹ام با ۱۵ رای موافق، ۰ مخالف و ۰ ممتنع تصویب شد.